# Molophilus nigrescens
Molophilus nigrescens là một loài ruồi trong họ Limoniidae. Chúng phân bố ở miền Cổ bắc.